# Кандило

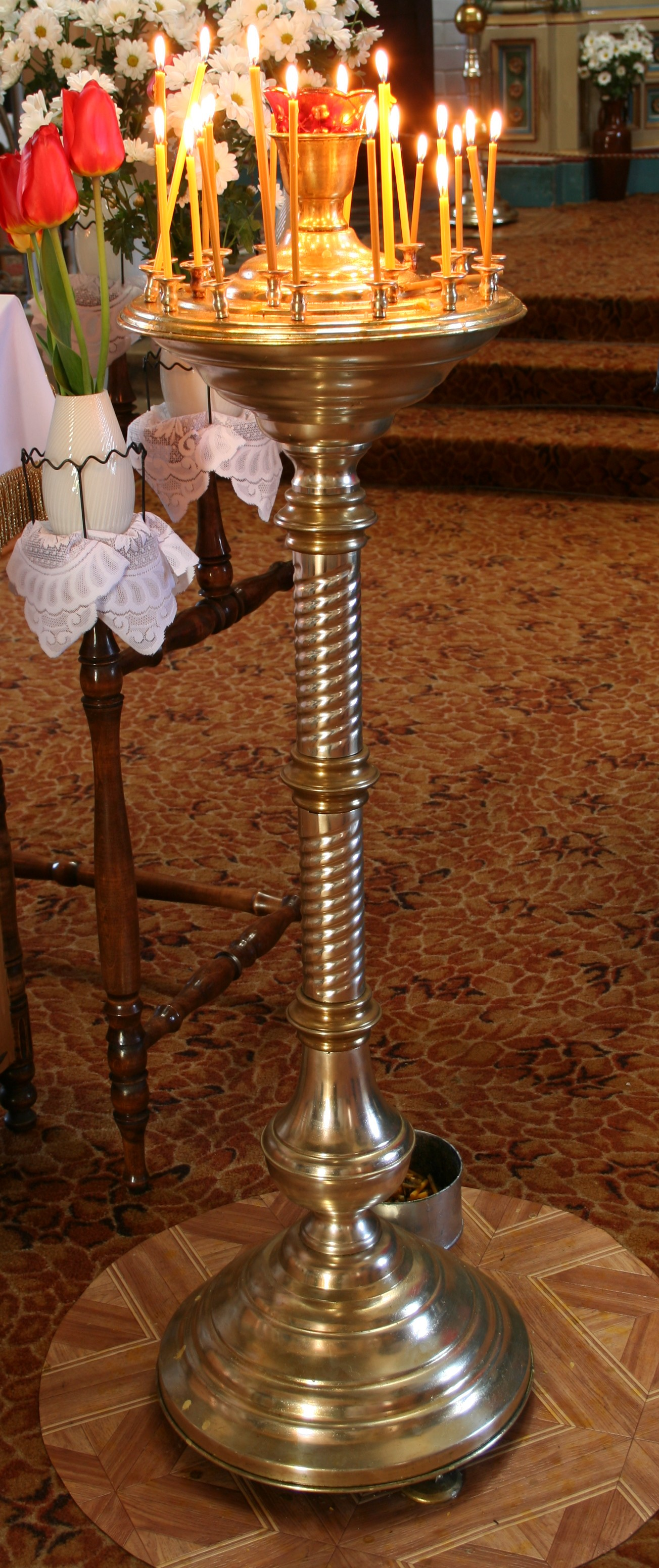
Подсвечник в церкви Св. Николая в Беловеже

Канди́ло (от греч. κανδήλα — «лампада») — большой подсвечник, стоящий перед иконой в православном храме (этим словом также обозначают любой источник света в церкви — свечу, подсвечник, лампадку). Если на подсвечнике находится от семи до двенадцати свечей, он называется «поликандилом», если их более — «паникадилом»; паникадила обычно подвешены в центре храма под куполом. Часто находящаяся в центре поликандила большая свеча делается не из воска, а из фарфора или металла (внутри пустая), и лишь сверху её, внутри, помещается металлическая или стеклянная лампадка с горящим в ней оливковым маслом. Это масло в некоторые дни на всенощных употребляется в монастырях для елеопомазания.